# АЭС Куданкулам
АЭС Куданкулам (тамильский கூடங்குளம் அணுமின் நிலையம், хинди कुडनकुलम परमाणु ऊर्जा संयंत्र) — крупнейшая атомная электростанция в Индии, расположенная на юге индийского штата Тамилнад. 
По состоянию на конец 2022 года на станции работают первый и второй реакторы.
Строится вторая очередь: запущен энергоблок № 3, энергоблок № 4 строится; с 2021 г. возводится третья очередь — пятый и шестой блок.
Сооружение АЭС «Куданкулам» ведет ЗАО «Атомстройэкспорт», генеральный проектировщик — ОАО «Атомэнергопроект», генеральный конструктор — ОКБ «Гидропресс», научный руководитель — РНЦ «Курчатовский институт».

## Строительство
Станцию возводят в рамках выполнения Межгосударственного соглашения от 20 ноября 1988 года (подписали его Раджив Ганди и Михаил Горбачёв) и Дополнения к нему от 21 июня 1998 года. Заказчик — Индийская корпорация по атомной энергии Ltd (ИКАЭЛ). К моменту распада Советского Союза окончательный контракт на строительство станции ещё не был подписан. В течение 10 лет после подписания проект оставался в подвешенном состоянии из-за политических и экономических причин, в том числе из-за позиции США, которые считали, что соглашение не отвечает требованиям Группы ядерных поставщиков.
21 июня 1998 года министр Российской Федерации по атомной энергии Евгений Адамов и председатель индийской комиссии по атомной энергии Р. Чидамбарам подписали окончательное соглашение о строительстве станции.
В рамках реализации проекта строительства станции в 2004 году в непосредственной близости от станции, в 1,5 км, был построен небольшой морской порт. Цель его строительства — исключить риск повреждения при транспортировке поступающих из России комплектующих и ядерного топлива.
Поставку оборудования на АЭС ведут многие российские предприятия, например реакторы изготовлены Ижорскими заводами, полярный кран — заводом «Уралмаш» (разработан НПО «ВНИИПТМАШ»), а устройства выгрузки сорбента — Уральским заводом газоочистной аппаратуры.
Посол России в Индии В. Трубников в середине 2007 года отмечал: «Индия видит в развитии своей атомной энергетики один из наиболее перспективных способов сокращения дефицита энергоносителей. При нашем техническом содействии в южном штате Тамилнаду строится АЭС „Куданкулам“ с двумя энергоблоками по 1 тыс. мегаватт. С её пуском Индия почти на 50 процентов увеличит выработку электроэнергии всех своих АЭС. Мы практически готовы не только продолжить строительство еще четырех энергоблоков, но и содействовать в создании АЭС в других штатах».
В связи с новизной некоторых технических решений, а также с тем, что индийцы настояли на самостоятельном проведении строительных и монтажных работ (при отсутствии у них опыта возведения АЭС с легководными реакторами) — реализация проекта затянулась
Эксплуатирует АЭС ядерно-энергетическая корпорация Индии.

### Первая очередь
Физический пуск первого блока должен был начаться в 2011 году, однако работы на станции были замедлены из-за начавшихся массовых протестов против строительства. На июль 2013 первый блок технически был полностью готов к вводу в эксплуатацию. Но пуск был в очередной раз отложен в связи с тем, что в Верховном суде Индии рассматривались петиции, поданные противниками сооружения АЭС.
13 июля 2013 года в 23:00 по местному времени (21:30 московского) на первом блоке АЭС «Куданкулам» приборы зарегистрировали начало ядерной реакции. Первое включение в сеть АЭС «Куданкулам» успешно состоялось 22 октября 2013 года, в соответствии с программой испытаний — на минимальной мощности 160 МВт.
10 июля 2016 года завершён процесс физического пуска второго энергоблока АЭС: реактор выведен на минимальный уровень мощности. 29 августа состоялось подключение к сети второго энергоблока. Официальный ввод второго энергоблока в эксплуатацию произведён 15 октября 2016 года.

### Вторая очередь
11 декабря 2014 года подписано рамочное соглашение на постройку 3-го и 4-го энергоблоков. В 2015 году были начаты работы по подготовке к сооружению второй очереди АЭС, в соответствии с обязательствами российской стороны по контракту на первоочередные проектные работы по второй очереди.
Строительство третьего и четвёртого энергоблоков изначально планировалось начать в 2016 году.
энергоблок № 3
29 июня 2017 года состоялась церемония первой заливки бетона в плиту основания реакторного здания энергоблока № 3, что ознаменовало начало строительных работ на площадке третьего энергоблока.
3 декабря 2019 года в здании реактора энергоблока № 3 установлено устройство локализации расплава активной зоны (ловушка расплава). 10 августа 2020 года в основании третьего энергоблока завершены работы по монтажу «сухой защиты» корпуса реактора.
энергоблок № 4
23 октября 2017 года «первый бетон» залит в основания реакторного здания энергоблока № 4.
7 апреля 2021 года под шахтой реактора энергоблока № 4 установлена ловушка расплава.

### Третья очередь
1 июня 2017 года подписан контракт на строительство третьей очереди — реакторов 5 и 6. Планируемые сроки ввода в эксплуатацию — 2024 и 2025 годы.
29 июня 2021 года начата заливка первого бетона в фундаментную плиту здания реактора блока № 5, 20 декабря того же года первый бетон залит в фундаментную плиту здания реактора блока № 6.
Ведётся строительство.

## Энергоблоки
| Энергоблок   | Тип реакторов | Мощность | Мощность | Начало строительства | Подключение к сети | Ввод в эксплуатацию | Закрытие |
| Энергоблок   | Тип реакторов | Чистый   | Брутто   | Начало строительства | Подключение к сети | Ввод в эксплуатацию | Закрытие |
| ------------ | ------------- | -------- | -------- | -------------------- | ------------------ | ------------------- | -------- |
| Куданкулам-1 | ВВЭР-1000/412 | 917 МВт  | 1000 МВт | 31.03.2002           | 22.10.2013         | 07.06.2014          |          |
| Куданкулам-2 | ВВЭР-1000/412 | 917 МВт  | 1000 МВт | 04.07.2002           | 29.08.2016         | 15.10.2016          |          |
| Куданкулам-3 | ВВЭР-1000/412 | 917 МВт  | 1000 МВт | 29.06.2017           |                    | 2025 (план)         |          |
| Куданкулам-4 | ВВЭР-1000/412 | 917 МВт  | 1000 МВт | 23.10.2017           |                    | 2025 (план)         |          |
| Куданкулам-5 | ВВЭР-1000/412 | 917 МВт  | 1000 МВт | 29.06.2021           |                    | 2027 (план)         |          |
| Куданкулам-6 | ВВЭР-1000/412 | 917 МВт  | 1000 МВт | 20.12.2021           |                    | 2027 (план)         |          |